# Антон Дяков (офицер)
Полковник Антон Дяков Дяков е командир на Деветнадесети пехотен шуменски полк през Първата световна война (1915 – 1916) в състава на 2-ра бригада от 4-та пехотна преславска дивизия.
През 1916 година полкът е изпратен на Добруджанския фронт и участва в Тутраканската битка. В последвалата битка при Азаплар-Девенджикьой през септември 1916 година Антон Дяков загива и е заместен от Марин Куцаров. Любим командир за своите бойци, Антон Дяков е наричан „Бащата на полка.“

## Биография
Антон Дяков е роден на 11 септември 1864 г. в Карнобат. През 1881 г. се обучава в стрелковата школа в Санкт Петербург. Като юнкер от Военното училище в София участва като доброволец в Сръбско-българската война през 1885 г. По-късно се включва активно в Балканската, Междусъюзническата и Първата световна войни. Достига звание полковник от пехотата, като е автор и на документален очерк за Балканската война. Като командир на 19-и пехотен шуменски полк той пребивава с полка си при село Топчии единадесет месеца в очакване на бойните действия, като междувременно изгражда каменен път и селска чешма. След началото на войната полкът се сражава при крепостта Тутракан. Десет дни след тази победа полковник Дяков е ранен тежко от осколки на граната при атаките към Добрич и след три дни умира във военния лазарет. Щабът опитва да скрие вестта за гибелта му от войниците, които го обожават. Полкът в крайна сметка първи влиза в крепостта, а командирът му е погребан във военното гробище на Добрич. Запазен е текст от списание, описващ драматичните събития:
| „                                      | Бащата на полка убит! Тая черна вест се понесе от верига на верига. Цялата човешка маса изтръпна болестно. Смъртта на командира беше същинска бойна тръба за борба на смърт или победа. | “ |
| сп. „Отечество“, книжка 22 от 1917 г., | |   |

## Памет
Днес името на офицера носи село Полковник Дяково край Добрич. Негов внук, също кръстен на офицера, е оперният певец Антон Дяков. Офицери и войници от шуменския полк събират средства, за да му построят паметник в Топчии, Разградско, открит тържествено на 25 ноември 1928. През комунистическия период паметникът не е демонтиран, след като върху него е добавена паметна плоча на загиналите през Отечествената война местни жители.